# レイトン教授と魔神の笛
『レイトン教授と魔神の笛』（レイトンきょうじゅとまじんのふえ）は、レベルファイブから2009年11月26日に発売されたニンテンドーDS用ゲームソフト。レイトン教授シリーズの第2シリーズ第1弾である。キャッチコピーは「ナゾトキ×出会いの物語」。
レイトン教授シリーズの「ファーストエピソード」であるとアナウンスされており、第1作『レイトン教授と不思議な町』の3年前、レイトンとルークが初めて出会う話である。

## ストーリー
レイトンのもとに、旧友であるクラークから「町が魔神に襲われている」という手紙が届く。助手として派遣された女性・レミと共に、レイトンはクラークの住む町・ミストハレリを訪れる。2人はそこで魔神の出現を予言する少年・ルークと出会う。

## 登場キャラクター
レイトン教授（エルシャール・レイトン）
声：大泉洋
有名な考古学者。大学（グレッセンヘラーカレッジ）で教授を勤めているが、謎好きとしてもその名は知れ渡っている。
極めて冷静な性格だが、時には大胆に行動する。大学内で誰よりも早く教授に就任した。
第1作の3年前のストーリーだが、既に世間ではなかなかの有名人である。またレミの発言により、当時34歳なのが発覚した。
ルーク少年（ルーク・トライトン）
声：堀北真希
レイトンの旧友であるクラークの息子で、後のパートナー。魔神の出現を予言できると言われている。後の本人と比べると母親の謎の長期外出などもあり、やや弱気でナイーブな性格。この頃から動物と喋れる能力を持つ。
レミ・アルタワ
声：相武紗季
デルモナ学長の指示でレイトンの助手となったアジア系の美女。セカンドシーズンを通しての登場がアナウンスされている。強気で行動的な性格をしている。写真を撮ることが好きで、常にカメラを持ち歩いている。格闘技に関してはかなりの腕前を持つ。
ジャン・デスコール
声：渡部篤郎
仮面をつけた謎の科学者。自分の発明品を使い、様々な人を闇に引きずり込む。字が汚いらしい。
ユラ・アランバード
声：南沢奈央
ミストハレリのアランバード邸に住む少女。病気を患っているため、ほとんど外には出ていない。町の人々からは「厄災の魔女」と呼ばれ、恐れられている。
クラーク・トライトン
声：藤井啓輔
ルーク少年の父親であり、ミストハレリ町長。レイトン教授とは、かつて一緒に考古学を学んだ旧友。エピソード「親子の和解」を見るとトッピーと話をしたような言動があることから息子ルークと同じく動物と話せると思われる。
ドーランド・ノーブル
声：山野史人
トライトン家の執事。ルークを小さい頃から面倒を見ている優しい老人。
ローザ・グリムス
声：真山亜子
レイトンの研究室を管理する気のいいおばさん。部屋の掃除などもしてくれる。
レイトンの良き相談相手でもある。
クランプ・グロスキー
声：大塚芳忠
新シリーズを通して登場するスコットランドヤードの警部。驚異の運動能力を持つ熱血刑事。口癖は｢いい運動になったぜ｣。
キート
ナゾの管理人ナゾーバの飼い猫。ナゾーバの代わりにナゾを管理することになる。

## レイトン教授のロンドンライフ
ゲームをクリアするとプレイすることができるRPG。コンセプトは「100時間遊べるおまけ」。プレイヤーは自分のアバターを設定し、タイニーロンドンという町で生活する。レイトン教授はもちろん、歴代のシリーズに登場したサブキャラクターも多数出演している。制作には『MOTHER3』などの制作に携わったブラウニーブラウンが協力している。

## 主題歌
「Paxmaveiti ラフマベティ -君が僕にくれたもの-」（cutting edge）
作詞・作曲・歌：安藤裕子